# Enzo Roco
Enzo Pablo Roco Roco (Ovalle, 16 agosto 1992) è un calciatore cileno, difensore del Fatih Karagümrük.

## Carriera

### Club
Cresciuto nelle giovanili dell'Universidad Católica, fa il suo esordio in prima squadra l'8 maggio 2011 nella partita valida per la Primera División Apertura, contro l'Unión Española finita per 0-0. Dopo 4 anni con l'Universidad Católica, passa in prestito annuale all'Elche, squadra nella quale tornerà nella stagione 2021-2022.

### Nazionale
Viene convocato per la Copa América Centenario negli Stati Uniti.

## Statistiche

### Presenze e reti nei club
Statistiche aggiornate al 12 giugno 2023.
| Stagione                    | Squadra                     | Campionato                  | Campionato | Campionato | Coppe nazionali | Coppe nazionali | Coppe nazionali | Coppe continentali | Coppe continentali | Coppe continentali | Altre coppe | Altre coppe | Altre coppe | Totale | Totale | Totale |
| Stagione                    | Squadra                     | Comp                        | Pres       | Reti       | Comp            | Pres            | Reti            | Comp               | Pres               | Reti               | Comp        | Pres        | Reti        | Pres   | Reti   |        |
| --------------------------- | --------------------------- | --------------------------- | ---------- | ---------- | --------------- | --------------- | --------------- | ------------------ | ------------------ | ------------------ | ----------- | ----------- | ----------- | ------ | ------ | ------ |
| 2011                        | Universidad Católica        | PD                          | 15         | 2          | -               | -               | -               | CS                 | 5                  | 1                  | -           | -           | -           | 20     | 3      |        |
| 2012                        | Universidad Católica        | PD                          | 26         | 0          | CC              | 1               | 0               | CL+CS              | 5+9                | 1+1                | -           | -           | -           | 41     | 2      |        |
| 2013                        | Universidad Católica        | PD                          | 17         | 2          | -               | -               | -               | CS                 | 5                  | 0                  | -           | -           | -           | 22     | 2      |        |
| 2014                        | Universidad Católica        | PD                          | 9          | 0          | -               | -               | -               | -                  | -                  | -                  | -           | -           | -           | 9      | 0      |        |
| Totale Universidad Católica | Totale Universidad Católica | Totale Universidad Católica | 67         | 4          |                 | 1               | 0               |                    | 24                 | 3                  |             | -           | -           | 92     | 7      |        |
| 2014-2015                   | Elche                       | PD                          | 32         | 0          | CR              | 4               | 0               | -                  | -                  | -                  | -           | -           | -           | 36     | 0      |        |
| 2015-2016                   | Espanyol                    | PD                          | 33         | 2          | CR              | 2               | 0               | -                  | -                  | -                  | -           | -           | -           | 35     | 2      |        |
| 2016-2017                   | Cruz Azul                   | PD                          | 24         | 1          | cMX             | 9               | 0               | -                  | -                  | -                  | -           | -           | -           | 33     | 1      |        |
| 2017-2018                   | Cruz Azul                   | PD                          | 25+2       | 2+0        | cMX             | 7               | 0               | -                  | -                  | -                  | -           | -           | -           | 34     | 2      |        |
| Totale Cruz Azul            | Totale Cruz Azul            | Totale Cruz Azul            | 51         | 3          |                 | 16              | 0               |                    | -                  | -                  |             | -           | -           | 67     | 3      |        |
| 2018-2019                   | Beşiktaş                    | SL                          | 6          | 0          | TK              | 0               | 0               | UEL                | 2+2                | 1+0                |             | -           | -           | 10     | 1      |        |
| 2019-2020                   | Beşiktaş                    | SL                          | 11         | 0          | TK              | 2               | 0               | UEL                | 4                  | 1                  |             | -           | -           | 17     | 1      |        |
| Totale Beşiktaş             | Totale Beşiktaş             | Totale Beşiktaş             | 17         | 0          |                 | 2               | 0               |                    | 8                  | 2                  |             | -           | -           | 27     | 2      |        |
| 2020-2021                   | Fatih Karagumruk            | SL                          | 31         | 3          | TK              | 0               | 0               |                    | -                  | -                  |             | -           | -           | 31     | 3      |        |
| 2021-2022                   | Elche                       | PD                          | 30         | 1          | CR              | 2               | 0               | -                  | -                  | -                  | -           | -           | -           | 32     | 1      |        |
| 2022-2023                   | Elche                       | PD                          | 22         | 0          | CR              | 1               | 0               | -                  | -                  | -                  | -           | -           | -           | 23     | 0      |        |
| Totale Elche                | Totale Elche                | Totale Elche                | 84         | 1          |                 | 7               | 0               |                    | -                  | -                  |             | -           | -           | 91     | 1      |        |
| Totale Carriera             | Totale Carriera             | Totale Carriera             | 283        | 13         |                 | 28              | 0               |                    | 32                 | 5                  |             | -           | -           | 343    | 18     |        |

### Cronologia presenze e reti in nazionale
| Cronologia completa delle presenze e delle reti in nazionale ― Cile | Cronologia completa delle presenze e delle reti in nazionale ― Cile | Cronologia completa delle presenze e delle reti in nazionale ― Cile | Cronologia completa delle presenze e delle reti in nazionale ― Cile | Cronologia completa delle presenze e delle reti in nazionale ― Cile | Cronologia completa delle presenze e delle reti in nazionale ― Cile | Cronologia completa delle presenze e delle reti in nazionale ― Cile | Cronologia completa delle presenze e delle reti in nazionale ― Cile |
| Data                                                                | Città                                                               | In casa                                                             | Risultato                                                           | Ospiti                                                              | Competizione                                                        | Reti                                                                | Note                                                                |
| ------------------------------------------------------------------- | ------------------------------------------------------------------- | ------------------------------------------------------------------- | ------------------------------------------------------------------- | ------------------------------------------------------------------- | ------------------------------------------------------------------- | ------------------------------------------------------------------- | ------------------------------------------------------------------- |
| 15-2-2012                                                           | Luque                                                               | Paraguay                                                            | 2 – 0                                                               | Cile                                                                | Amichevole                                                          | -                                                                   |                                                                     |
| 22-3-2012                                                           | Arica                                                               | Cile                                                                | 3 – 1                                                               | Perù                                                                | Amichevole                                                          | 1                                                                   | 4’ 62’                                                              |
| 12-4-2012                                                           | Tacna                                                               | Perù                                                                | 0 – 3                                                               | Cile                                                                | Amichevole                                                          | -                                                                   | 76’                                                                 |
| 23-1-2014                                                           | Coquimbo                                                            | Cile                                                                | 4 – 0                                                               | Costa Rica                                                          | Amichevole                                                          | -                                                                   | 85’                                                                 |
| 14-10-2014                                                          | Antofagasta                                                         | Cile                                                                | 2 – 2                                                               | Bolivia                                                             | Amichevole                                                          | -                                                                   | 56’                                                                 |
| 26-3-2015                                                           | Sankt Pölten                                                        | Iran                                                                | 2 – 0                                                               | Cile                                                                | Amichevole                                                          | -                                                                   | 63’                                                                 |
| 1-6-2016                                                            | San Diego                                                           | Messico                                                             | 1 – 0                                                               | Cile                                                                | Amichevole                                                          | -                                                                   |                                                                     |
| 14-6-2016                                                           | Filadelfia                                                          | Cile                                                                | 4 – 2                                                               | Panama                                                              | Coppa America Centenario - 1º turno                                 | -                                                                   | 89’                                                                 |
| 18-6-2016                                                           | Santa Clara                                                         | Messico                                                             | 0 – 7                                                               | Cile                                                                | Coppa America Centenario - Quarti di finale                         | -                                                                   | 60’                                                                 |
| 1-9-2016                                                            | Asunción                                                            | Paraguay                                                            | 2 – 1                                                               | Cile                                                                | Qual. Mondiali 2018                                                 | -                                                                   |                                                                     |
| 6-9-2016                                                            | Santiago del Cile                                                   | Cile                                                                | 0 – 0                                                               | Bolivia                                                             | Qual. Mondiali 2018                                                 | -                                                                   |                                                                     |
| 6-10-2016                                                           | Quito                                                               | Ecuador                                                             | 3 – 0                                                               | Cile                                                                | Qual. Mondiali 2018                                                 | -                                                                   |                                                                     |
| 11-10-2016                                                          | Ñuñoa                                                               | Cile                                                                | 2 – 1                                                               | Perù                                                                | Qual. Mondiali 2018                                                 | -                                                                   |                                                                     |
| 10-11-2016                                                          | Barranquilla                                                        | Colombia                                                            | 0 – 0                                                               | Cile                                                                | Qual. Mondiali 2018                                                 | -                                                                   | 42’                                                                 |
| 15-11-2016                                                          | Santiago del Cile                                                   | Cile                                                                | 3 – 1                                                               | Uruguay                                                             | Qual. Mondiali 2018                                                 | -                                                                   | 74’                                                                 |
| 2-6-2017                                                            | Ñuñoa                                                               | Cile                                                                | 3 – 0                                                               | Burkina Faso                                                        | Amichevole                                                          | -                                                                   |                                                                     |
| 13-6-2017                                                           | Cluj-Napoca                                                         | Romania                                                             | 3 – 2                                                               | Cile                                                                | Amichevole                                                          | -                                                                   |                                                                     |
| 24-3-2018                                                           | Solna                                                               | Svezia                                                              | 1 – 2                                                               | Cile                                                                | Amichevole                                                          | -                                                                   |                                                                     |
| 27-3-2018                                                           | Aalborg                                                             | Danimarca                                                           | 0 – 0                                                               | Cile                                                                | Amichevole                                                          | -                                                                   | 61’                                                                 |
| 4-6-2018                                                            | Graz                                                                | Serbia                                                              | 0 – 1                                                               | Cile                                                                | Amichevole                                                          | -                                                                   | cap.                                                                |
| 8-6-2018                                                            | Poznań                                                              | Polonia                                                             | 2 – 2                                                               | Cile                                                                | Amichevole                                                          | -                                                                   | cap.                                                                |
| 12-10-2018                                                          | Miami                                                               | Perù                                                                | 3 – 0                                                               | Cile                                                                | Amichevole                                                          | -                                                                   |                                                                     |
| 17-10-2018                                                          | Santiago de Querétaro                                               | Messico                                                             | 0 – 1                                                               | Cile                                                                | Amichevole                                                          | -                                                                   |                                                                     |
| 17-11-2018                                                          | Rancagua                                                            | Cile                                                                | 2 – 3                                                               | Costa Rica                                                          | Amichevole                                                          | -                                                                   | 39’                                                                 |
| 8-10-2020                                                           | Montevideo                                                          | Uruguay                                                             | 2 – 1                                                               | Cile                                                                | Qual. Mondiali 2022                                                 | -                                                                   | 83’                                                                 |
| 14-6-2021                                                           | Rio de Janeiro                                                      | Argentina                                                           | 1 – 1                                                               | Cile                                                                | Coppa America 2021 - 1º turno                                       | -                                                                   | 85’                                                                 |
| 21-6-2021                                                           | Cuiabá                                                              | Uruguay                                                             | 1 – 1                                                               | Cile                                                                | Coppa America 2021 - 1º turno                                       | -                                                                   | 38’                                                                 |
| 25-6-2021                                                           | Brasilia                                                            | Paraguay                                                            | 0 – 2                                                               | Cile                                                                | Coppa America 2021 - 1º turno                                       | -                                                                   | 68’                                                                 |
| 5-9-2021                                                            | Quito                                                               | Ecuador                                                             | 0 – 0                                                               | Cile                                                                | Qual. Mondiali 2022                                                 | -                                                                   |                                                                     |
| 9-9-2021                                                            | Quito                                                               | Colombia                                                            | 3 – 1                                                               | Cile                                                                | Qual. Mondiali 2022                                                 | -                                                                   |                                                                     |
| 10-10-2021                                                          | Santiago del Cile                                                   | Cile                                                                | 2 – 0                                                               | Paraguay                                                            | Qual. Mondiali 2022                                                 | -                                                                   | 46’                                                                 |
| 11-11-2021                                                          | Asunción                                                            | Paraguay                                                            | 0 – 1                                                               | Cile                                                                | Qual. Mondiali 2022                                                 | -                                                                   | 27’                                                                 |
| 24-3-2022                                                           | Rio de Janeiro                                                      | Brasile                                                             | 4 – 0                                                               | Cile                                                                | Qual. Mondiali 2022                                                 | -                                                                   | 46’                                                                 |
| Totale                                                              |                                                                     | Presenze                                                            | 33                                                                  |                                                                     | Reti                                                                | 1                                                                   |                                                                     |

## Palmarès

### Club

#### Competizioni nazionali
- Campionato cileno: 1

Universidad Católica: 2010
- Coppa del Cile: 1

Universidad Católica: 2011

### Nazionale
- Coppa America: 1

USA 2016